# Rahşan Ecevit
Rahşan Ecevit (17 de diciembre de 1923 – 17 de enero de 2020) fue una autora, pintora y política turca. Fue vicepresidenta del Partido de la Izquierda Democrática y líder del nuevo Partido Popular de Izquierda Democrática.

## Biografía
Ecevit nació en Bursa, Turquía. Su familia era originaria de Tesalónica y se había establecido inicialmente en Şebinkarahisar, una ciudad en la provincia de Giresun en el noreste de Turquía, después del intercambio de población en 1920. Su padre fue Namık Zeki Aral y su madre Zahide Aral. En 1944, Ecevit se graduó de la escuela secundaria estadounidense Robert College en Estambul. En 1946, se casó con su compañero de clase Bülent Ecevit, quien fuera el primer ministro de Turquía en cuatro ocasiones.
A raíz del golpe militar de 1980 dirigido por el general Kenan Evren, su esposo fue encarcelado y suspendido de por vida de las actividades políticas. El partido de Bülent Ecevit, el Partido Republicano del Pueblo (CHP), fue clausurado. El 14 de noviembre de 1985, Rahşan Ecevit fundó un partido socialdemócrata de centro izquierda, el Partido de la Izquierda Democrática (DSP) y lo dirigió hasta 1987, cuando a su esposo se le levantó la prohibición de participar en política.
Ecevit fue vicepresidenta del Partido de la Izquierda Democrática y responsable de la organización del partido entre 1989 y 2004. Se convirtió en líder del nuevo Partido Popular de Izquierda Democrática (DSHP) el 17 de enero de 2010, cuando el DSP parecía no tener ninguna posibilidad de ganar escaños en las elecciones. Después de que Kemal Kılıçdaroğlu se convirtiera en líder del CHP y detuviera la tendencia derechista dentro del partido, Ecevit disolvió su nuevo partido y, acompañada de muchos miembros del mismo, se unió al ahora socialdemócrata CHP.
El 5 de noviembre de 2006, su esposo falleció tras un coma inducido médicamente que duró casi seis meses.
Ecevit falleció el 17 de enero de 2020 en un hospital de Ankara, y fue enterrada junto a su esposo en el cementerio estatal turco unos días después.